# Stummeldaumen
Die Stummeldaumen (Furipteridae) sind eine Familie aus der Unterordnung der Fledermäuse (Microchiroptera), wo sie zur Überfamilie der Hasenmaulartigen (Noctilionoidea) gerechnet werden. Die Familie umfasst zwei Gattungen mit jeweils einer Art.

## Verbreitung
Stummeldaumen sind in Mittel- und Südamerika beheimatet, ihr Verbreitungsgebiet reicht von Costa Rica bis ins nördliche Chile und Brasilien.

## Beschreibung
Es handelt sich um relativ kleine Fledermäuse, sie erreichen eine Kopfrumpflänge von drei bis sechs Zentimetern und ein Gewicht von drei bis fünf Gramm. Das namensgebende Merkmal ist der stark zum Stummel zurückgebildete Daumen, der kaum aus der Flughaut ragt. Ihr Kopf ist rund, mit einer auffallend hohen Stirn, die Schnauze ist kurz und wirkt abgeschnitten. Die Ohren sind groß und trichterförmig, ihre Basis liegt so nahe bei den Augen, dass diese Tiere von vorne nahezu augenlos wirken. Die Schnauze wirkt mit den eng beisammenstehenden, nach vorne oder unten gerichteten Nasenlöchern schweineartig. Der Schwanz, der nahezu so lang wie der Körper ist, wird gänzlich vom Uropatagium (der Flughaut zwischen den Beinen) umfasst, die Beine sind relativ lang, die Füße hingegen klein. Das rau wirkende Fell dieser Tiere ist grau oder graubraun gefärbt.

## Lebensweise
Als Ruheplätze dienen ihnen Höhlen, hohle Baumstämme und menschengemachte Behausungen wie alte Gebäude und Minen. Sie bevorzugen dabei wassernahe Gebiete. Sie verbringen den Tag schlafend in größeren Gruppen von 100 bis 300 Tieren, die sich oft in kleinere Untergruppen (4 bis 30 Tiere) aufteilen. Nachts gehen sie auf Nahrungssuche, mit Hilfe der Echolokation suchen sie nach Schmetterlingen, ihrer hauptsächlichen Nahrung. 

## Die Arten
- Der Gemeine Stummeldaumen (Furipterus horrens) ist die kleinere der beiden Arten und von Costa Rica bis Brasilien verbreitet. Sein Lebensraum sind vorwiegend feuchte Wälder.
- Der Felsenküsten-Stummeldaumen (Amorphochilus schnablii) ist an der südamerikanischen Pazifikküste (von Ecuador bis Nordchile) verbreitet und die größere der beiden Arten. Die Art unterscheidet sich darüber hinaus von Furipterus horrens durch warzenähnliche Fortsätze an der Schnauze. Sie gilt laut IUCN als gefährdet.